# Gentle Giant (musikalbum)
Gentle Giant är ett musikalbum av det brittiska progressiva rockbandet Gentle Giant, utgivet 1970. Det var gruppens debutalbum och är en blandning av engelsk folkmusik och progressiv rock med inslag av blues. På låten "The Queen" spelar gruppen en rockig version av den brittiska nationalsången "God Save the Queen".

## Låtlista
1. "Giant" - 6:22
2. "Funny Ways" - 4:21
3. "Alucard" - 6:00
4. "Isn't It Quiet and Cold?" - 3:15
5. "Nothing at All" - 9:08
6. "Why Not?" - 5:31
7. "The Queen" - 1:40

## Medverkande
- Gary Green - sologitarr, tolvsträngad gitarr
- Kerry Minnear - keyboard, bas, cello, sång, bakgrundssång, melodiska slagverk
- Derek Shulman - sång, bakgrundssång och bas
- Phil Shulman - saxofon, trumpet, blockflöjt, sång och bakgrundssång
- Ray Shulman - bas, violin, gitarr, slagverk och bakgrundssång
- Martin Smith - trummor och slagverk

### Övriga medverkande
- Paul Cosh - tenorhorn på "Giant"
- Claire Deniz - cello på "Isn't It Quiet And Cold"